# Egļupe (przystanek kolejowy)
Egļupe (ros. Эгльупе) – przystanek kolejowy w miejscowości Egļupe, w gminie Inčukalns, na Łotwie. Położony jest na linii Ryga - Valga.
Przystanek powstał w 1981.